# Томышевка
Томышевка — река в России, протекает по Кузоватовскому и Новоспасскому районам Ульяновской области. Устье реки находится в 58 км от устья Сызранки по левому берегу. Длина реки составляет 58 км, площадь водосборного бассейна — 1060 км².
В 38 км от устья впадает левый приток — река Томыловка. В 6,7 км от устья впадает левый приток — река Рачейка.

## Данные водного реестра
По данным государственного водного реестра России относится к Нижневолжскому бассейновому округу, водохозяйственный участок реки — Сызранка от истока до города Сызрань (выше города). Речной бассейн реки — Волга от верховий Куйбышевского вдхр. до впадения в Каспий.
Код объекта в государственном водном реестре — 11010001312112100009103.